# Mistrzostwa Azji w Łyżwiarstwie Szybkim 2013
14. Mistrzostwa Azji w Łyżwiarstwie Szybkim odbyły się w Changchun (na Jilin Provincial Speed Skating Rink), w Chinach w dniach 29–30 grudnia 2012 roku. Zawodnicy startowali na dystansie 500, 1500, 5000 i 10000 metrów, a zawodniczki na 500, 1500, 3000 i 5000 metrów.
Tytuły mistrzowskie zdobyli Koreańczyk Lee Seung-hoon oraz Japonka Masako Hozumi.

## Wyniki

### Mężczyźni
- DNS – nie wystartował, NC – nie zakwalifikował się

| Pozycja | Zawodnik              | 500 m   | 5000 m    | 1500 m         | 10000 m     | Suma pkt.       |
| ------- | --------------------- | ------- | --------- | -------------- | ----------- | --------------- |
| 01 !    | Lee Seung-hoon        | 154,527 | 38,19 (8) | 6.29,35 BR (1) | 1.50,38 (2) | 13.32,18 BR (1) |
| 02 !    | Dmitrij Babenko       | 155,276 | 37,93 (7) | 6.31,86 (2)    | 1.49,75 (1) | 13.51,55 (2)    |
| 03 !    | Sun Longjiang         | 156,600 | 36,73 (3) | 6.47,57 (5)    | 1.50,80 (3) | 14.03,61 (4)    |
| 4.      | Kim Cheol-min         | 157,511 | 37,64 (6) | 6.46,03 (3)    | 1.52,04 (6) | 13.58,45 (3)    |
| 5.      | Hiroki Abe            | 157,739 | 37,36 (4) | 6.47,49 (4)    | 1.51,64 (5) | 14.08,34 (5)    |
| 6.      | Junya Miwa            | 159,239 | 36,48 (1) | 6.57,84 (8)    | 1.52,07 (7) | 14.32,38 (7)    |
| 7.      | Teppei Mori           | 159,397 | 37,61 (5) | 6.52,69 (6)    | 1.53,18 (8) | 14.15,84 (6)    |
| 8.      | Li Bailin             | 115,465 | 36,68 (2) | 6.57,82 (7)    | 1.51,01 (4) |                 |
| 9.      | Galbaatar Uuganbaatar | 77,300  | 38,60 (9) | DSQ            | 1.56,10 (9) |                 |

### Kobiety
- DNS – nie wystartowała, NC – nie zakwalifikowała się

| Pozycja | Zawodniczka   | 500 m   | 3000 m    | 1500 m         | 5000 m      | Suma pkt.      |
| ------- | ------------- | ------- | --------- | -------------- | ----------- | -------------- |
| 01 !    | Masako Hozumi | 166,808 | 41,77 (7) | 4.10,55 BR (1) | 2.00,99 (2) | 7.09,50 BR (1) |
| 02 !    | Eriko Ishino  | 167,592 | 41,23 (6) | 4.14,11 (2)    | 2.01,34 (3) | 7.15,65 (2)    |
| 03 !    | Kim Bo-reum   | 168,010 | 41,08 (5) | 4.17,96 (4)    | 2.00,57 (1) | 7.17,47 (3)    |
| 4.      | Maki Tabata   | 169,149 | 40,78 (4) | 4.19,00 (5)    | 2.02,38 (4) | 7.24,10 (5)    |
| 5.      | Miho Takagi   | 169,932 | 40,58 (3) | 4.19,48 (6)    | 2.02,71 (5) | 7.32,03 (6)    |
| 6.      | Park Do-yeong | 170,284 | 41,80 (8) | 4.17,31 (3)    | 2.03,82 (7) | 7.23,26 (4)    |
| 7.      | Zhao Xin      | 171,271 | 40,26 (1) | 4.23,10 (7)    | 2.03,40 (6) | 7.40,28 (7)    |
| 8.      | Liu Yichi     | 125,986 | 40,30 (2) | 4.25,38 (8)    | 2.04,37 (8) | DSQ            |